# ایستگاه متروی بعثت

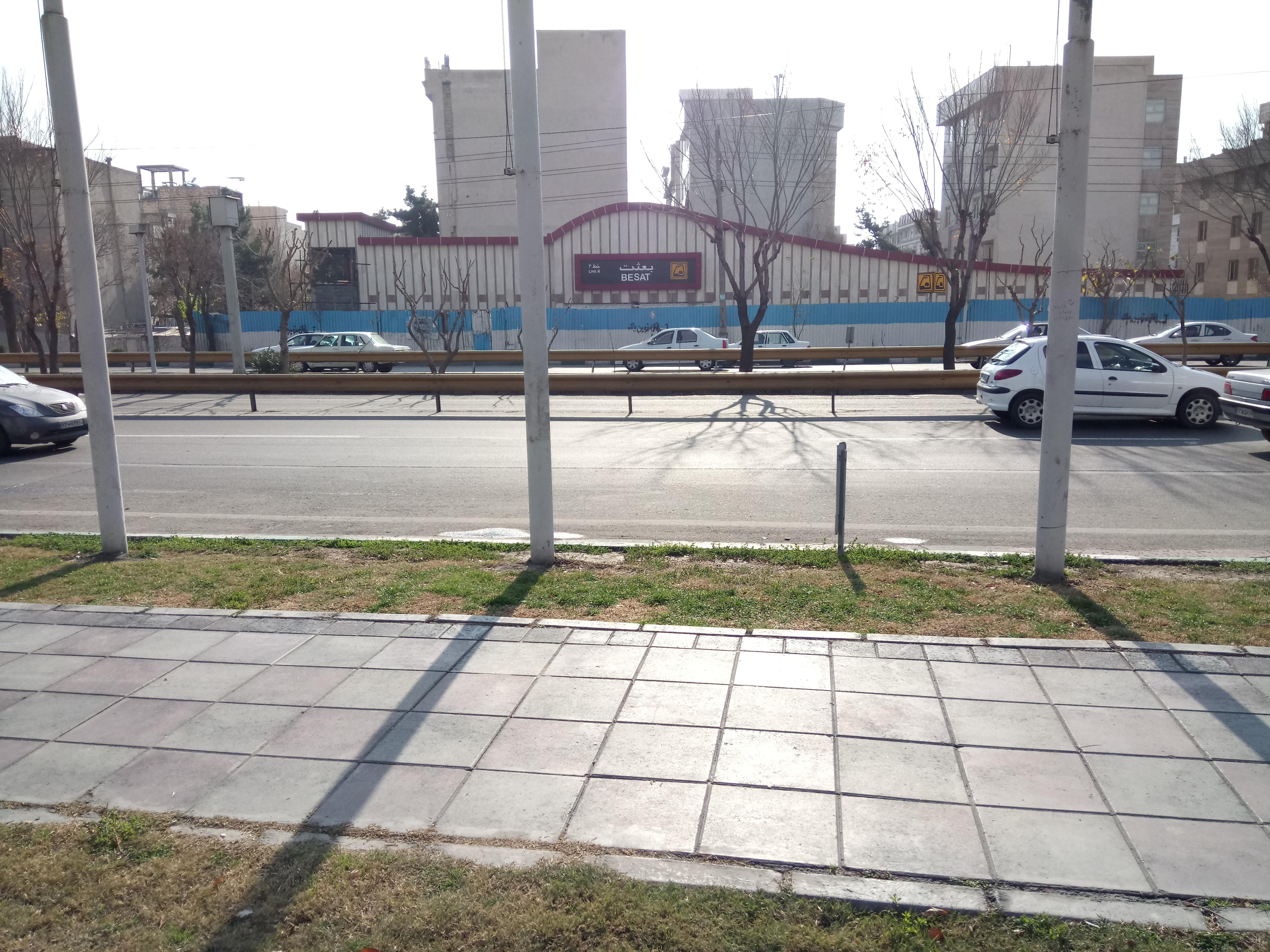

ایستگاه متروی بعثت یکی از ایستگاه‌های خط ۶ متروی تهران است. این ایستگاه در فاصله دویست متری با شهرک سجادیه تهران در انتهای خیابان هفده شهریور، تقاطع اتوبان آیت‌الله رئیسی و جنب بازار میوه و تره بار در منطقه ۱۵ قرار دارد.
این ایستگاه که دارای ۳۳۲۳ متر مربع فضای سرپوشیده است در ۱۸ فروردین ۱۳۹۸ افتتاح شده‌است. قرار است این ایستگاه در آینده، ایستگاه تقاطعی خط ۶ و خط ۸ متروی تهران شود.

## امکانات
از امکانات این ایستگاه می‌توان به پله برقی، آب سردکن و پایانه اتوبوسرانی و تاکسیرانی اشاره کرد.
همچنین ایستگاه بی آر تی (اتوبوس تندرو) هفده شهریور از خط ۸ تندرو (پایانه خاوران - پایانه جنوب) در کنار این ایستگاه قرار دارد.